# Andreasbrunnen (Stadtsteinach)

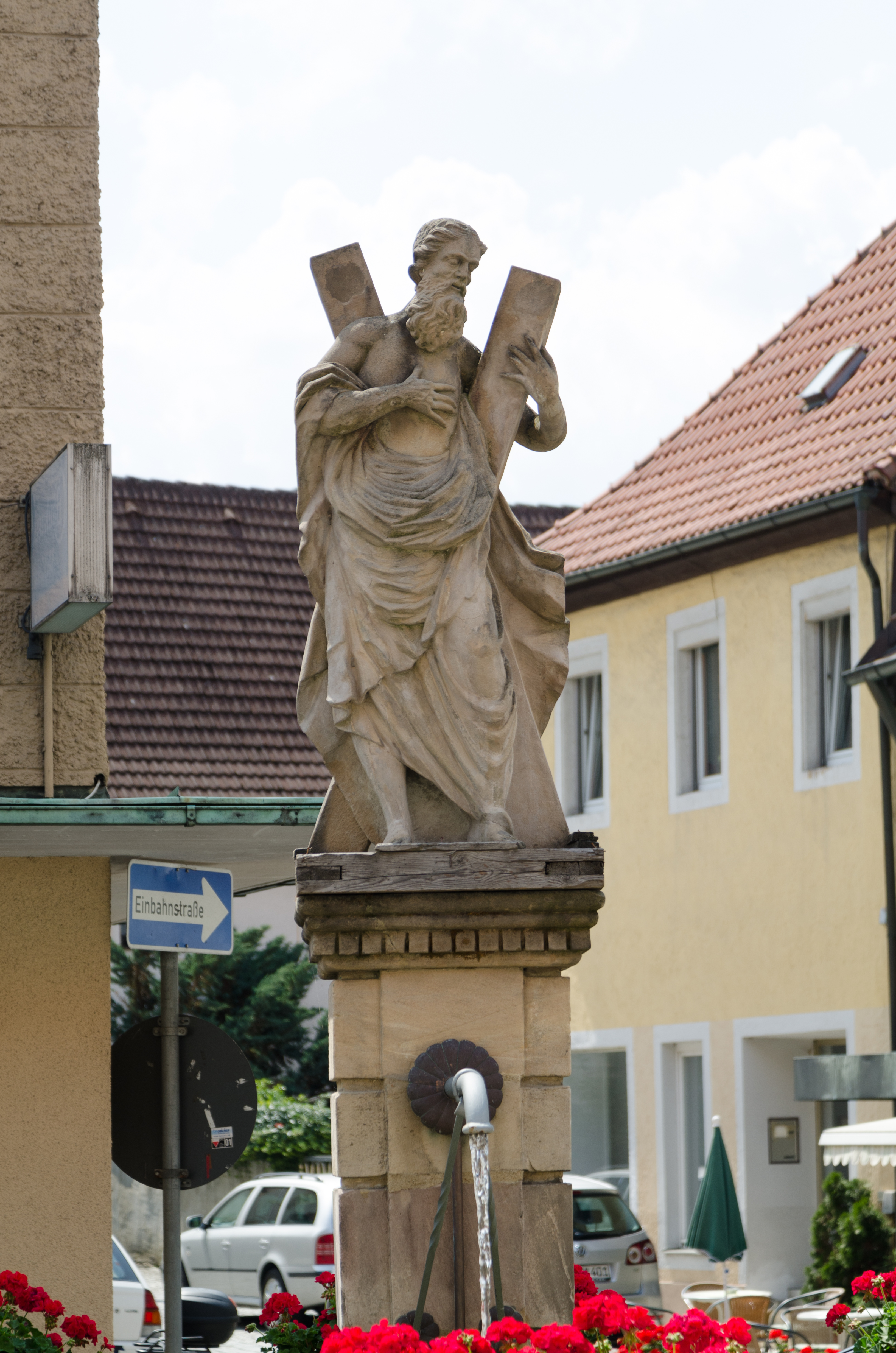
Andreasbrunnen in Stadtsteinach

Der Andreasbrunnen ist eine Brunnenanlage im Zentrum der oberfränkischen Stadt Stadtsteinach. 
Das oktogonale Sandsteinbecken stammt aus dem späten 18. Jahrhundert. Auf die erste Hälfte des 18. Jahrhunderts ist die ebenfalls aus Sandstein geformte Brunnenfigur in der Mitte des Beckens datiert, die den Apostel Andreas darstellt.